# چهل و نهمین دوره جوایز سزار
چهل و نهمین دوره جوایز سزار (انگلیسی: 49th César Awards)، مراسمی که توسط Académie des Arts et Techniques du Cinéma ارائه شد، در 23 فوریه 2024 در المپیا در  پاریس برای تقدیر از بهترین فیلم های فرانسوی سال 2023 برگزار شد.